# Jan de Pagter
Jan de Pagter (Breskens, 16 januari 1898 - Natzweiler-Struthof, 5 juni 1944) was een Nederlands verzetsstrijder in de Tweede Wereldoorlog.
De Pagter was een werknemer van de visserijcentrale te IJmuiden. Hij hielp tijdens de Tweede Wereldoorlog onderduikers te vluchten naar Engeland door ze als verstekeling mee te laten varen op vissersboten. In 1944 werd hij door de Duitsers gearresteerd en na detentie in het Oranjehotel te Scheveningen uiteindelijk op transport gezet waarna hij in  het concentratiekamp Natzweiler-Struthof bezweek.
De Pagter was getrouwd met Janneke Oosterling. Na de oorlog werd in zijn woonplaats Velsen een straat naar hem vernoemd.